# 日米関係

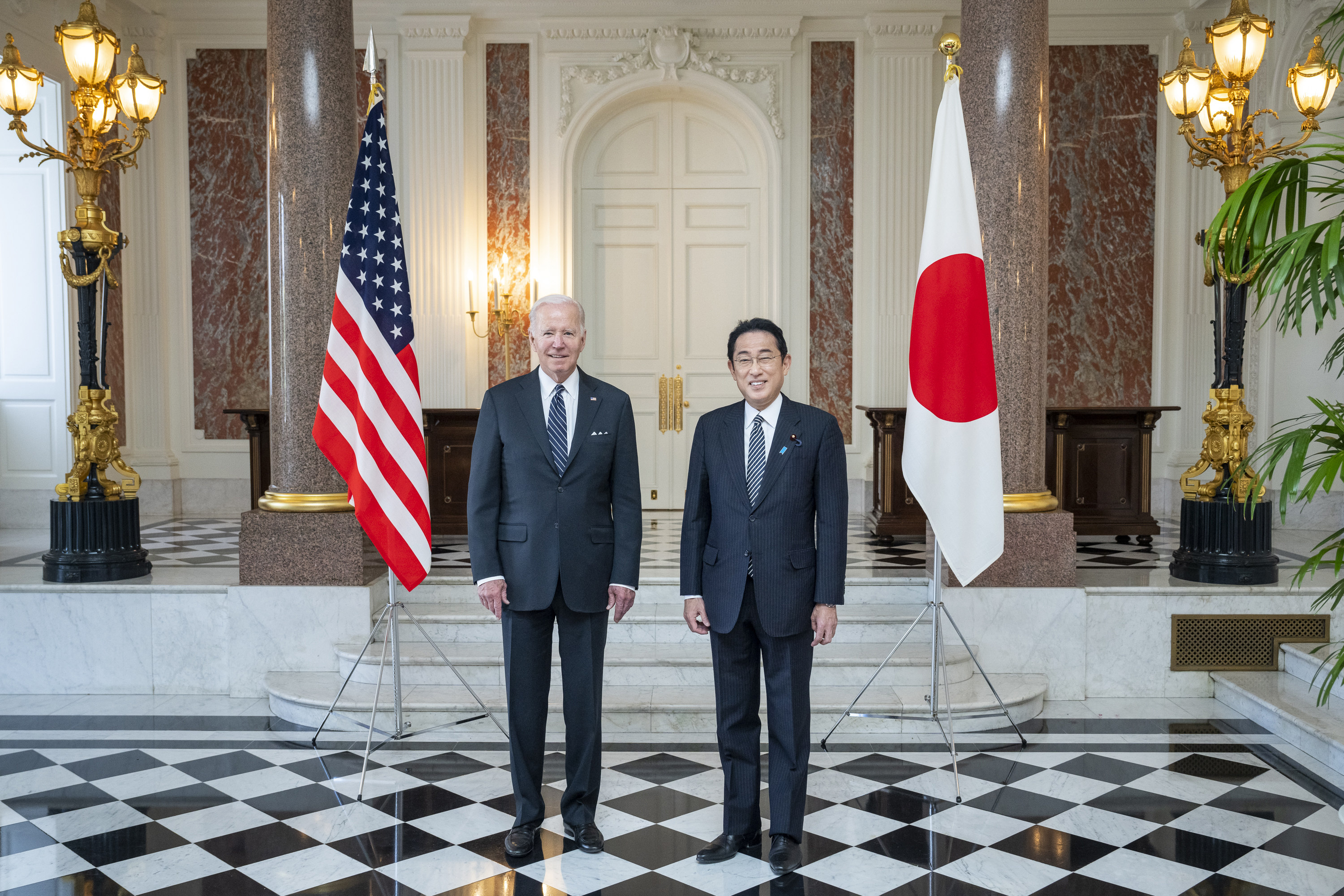
日本国内閣総理大臣岸田文雄（右）とアメリカ合衆国大統領ジョー・バイデン（左）（2022年5月赤坂迎賓館で）。

日米関係（にちべいかんけい、英語: Japan–United States Relations）では、日本とアメリカ合衆国の両国関係について述べる。両国はアメリカ合衆国の非常に強力な主導によって政治的関係を築いている。

## 両国の比較
|                                     | 日本                                           | アメリカ合衆国                                                        |
| ----------------------------------- | ---------------------------------------------- | --------------------------------------------------------------------- |
| 人口（万人）                        | 12,414（2024）                                 | 33,200（2021）                                                        |
| 面積（km2）                         | 377,975                                        | 9,628,000                                                             |
| 首都                                | 東京都                                         | ワシントンD.C.                                                        |
| 最大都市                            | 東京都区部                                     | ニューヨーク                                                          |
| 政体                                | 立憲君主制、議院内閣制、単一国家               | 共和制、大統領制、連邦制                                              |
| 公用語                              | 指定無し（事実上、日本語を用いる）             | 連邦レベルでは指定無し（事実上、英語を用いる）                        |
| 名目GDP（万米ドル、2020年）         | 506,487,300                                    | 2,093,660,000                                                         |
| 一人当たり名目GDP（米ドル、2022年） | 39,243                                         | 76,027                                                                |
| 防衛費（億米ドル、2020年）          | 491                                            | 7,780                                                                 |
| 最大の都市圏                        | 東京=横浜 3911万人 - 8231km2 (9988人/km2)      | ニューヨーク (東海岸) 2090万人 - 1万2093km2 (1728人/km2)              |
| 第２の都市圏                        | 大阪=神戸=京都 1549万人 - 3020km2 (5129人/km2) | ロサンゼルス (西海岸) 1548万人 - 6351km2 (2437人/km2)                 |
| 第3の都市圏                         | 名古屋 952.2万人 - 3704km2 (2571人/km2)        | シカゴ (五大湖-ミシガン湖) 901.3万人 - 7006km2 (1286人/km2)           |
| 第4の都市圏                         | 福岡 228.0万人 - 505km2 (4514人/km2)           | ワシントンD.C.=ボルティモア (東海岸) 758.3万人 - 5501km2 (1378人/km2) |
| 第5の都市圏                         | 札幌 216.2万人 - 552km2 (3919人/km2)           | ボストン=プロビデンス (東海岸) 734.0万人 - 9539km2 (769人/km2)        |

## 両国の国民感情
| 調査対象国     | 肯定 | 否定 | どちらでもない | 肯定-否定 |
| -------------- | ---- | ---- | -------------- | --------- |
| 中国           | 22%  | 75%  | 3              | -53       |
| スペイン       | 39%  | 36%  | 25             | 3         |
| トルコ         | 50%  | 32%  | 18             | 18        |
| パキスタン     | 38%  | 20%  | 42             | 18        |
| インド         | 45%  | 17%  | 38             | 28        |
| ロシア         | 45%  | 16%  | 39             | 29        |
| ペルー         | 56%  | 25%  | 19             | 31        |
| ナイジェリア   | 57%  | 24%  | 19             | 33        |
| イギリス       | 65%  | 30%  | 5              | 35        |
| メキシコ       | 59%  | 23%  | 18             | 36        |
| ケニア         | 58%  | 22%  | 20             | 36        |
| ドイツ         | 50%  | 13%  | 37             | 37        |
| インドネシア   | 57%  | 17%  | 26             | 40        |
| アメリカ       | 65%  | 23%  | 12             | 42        |
| ギリシャ       | 52%  | 9%   | 39             | 43        |
| フランス       | 74%  | 21%  | 5              | 53        |
| ブラジル       | 70%  | 15%  | 15             | 55        |
| オーストラリア | 78%  | 17%  | 5              | 61        |
| カナダ         | 77%  | 12%  | 11             | 65        |

| 調査対象国     | 肯定 | 否定 | どちらでもない | 肯定-否定 |
| -------------- | ---- | ---- | -------------- | --------- |
| 中国           | 17%  | 74%  | 9              | -57       |
| カナダ         | 40%  | 47%  | 13             | -7        |
| オーストラリア | 43%  | 44%  | 13             | -1        |
| ロシア         | 43%  | 41%  | 16             | 2         |
| 韓国           | 47%  | 39%  | 14             | 8         |
| ドイツ         | 46%  | 37%  | 17             | 9         |
| イギリス       | 46%  | 37%  | 17             | 9         |
| フランス       | 46%  | 29%  | 25             | 17        |
| スペイン       | 51%  | 31%  | 18             | 20        |
| 日本           | 55%  | 22%  | 23             | 33        |
| イタリア       | 59%  | 26%  | 15             | 33        |
| メキシコ       | 68%  | 18%  | 14             | 50        |
| アメリカ       | 78%  | 17%  | 5              | 61        |
| ブラジル       | 74%  | 11%  | 15             | 63        |
| インド         | 79%  | 10%  | 11             | 69        |

2021年のギャラップによる世論調査によると、アメリカ人の日本に対する意識は圧倒的に好意的な状況が続いており、好意的が84%、非好意的が17%であり、ギャラップは「一般的にアメリカ人は重要な同盟国日本に対して高い敬意を払っている。2月に実施した調査では、84%のアメリカ人が日本に対して“非常に”、あるいは“最も”好意を抱いている。1996年以来、一貫して大多数のアメリカ人は日本を好意的に見ている」と指摘している。国別でみれば、アメリカ人の好意度ランキングでは、トップがカナダ、2位がイギリス、3位がフランスで、4位が日本である。アメリカ人にとって日本はアジアで最も評価が高い国である。民主党支持者の84%、共和党支持者の80%、無党派の86%が日本に対して好感を抱いている。アメリカ人男性の86%、アメリカ人女性の80%が日本に好意を抱いている。白人の85%、非白人の79%が日本に好意的と答えている。教育水準で見ると、大卒以上では好感度は92%と異常といえるほど高く、低学歴でも87%が日本に対して好意的な見方を示している。
ピュー・リサーチ・センターがアメリカ人を対象に、日本、中国、インド、北朝鮮のアジア4か国に対する意識調査を行い、最も高い好感度を100度とし、50度は中立的、0度は最も否定的としたところ、2018年調査では、日本61度、インド51度、中国42度、北朝鮮21度である。2021年調査では、日本59度、インド48度、中国28度、北朝鮮21度である。一方、日本を最も重要な外交パートナーと回答したのは1%にとどまり、G7諸国で最低となった。
アメリカの学生、若者の間で特に日本に対する好みが目立つ。2021年、単語検索ツールWordtipsが世界各国で語学学習をするに当たり、どの言語が最も人気があるかをGoogleキーワードプランナーを利用し調査したところ、アメリカで日本語が最も学びたい言語に選ばれた。

## 歴史的背景

### 最初期の交流

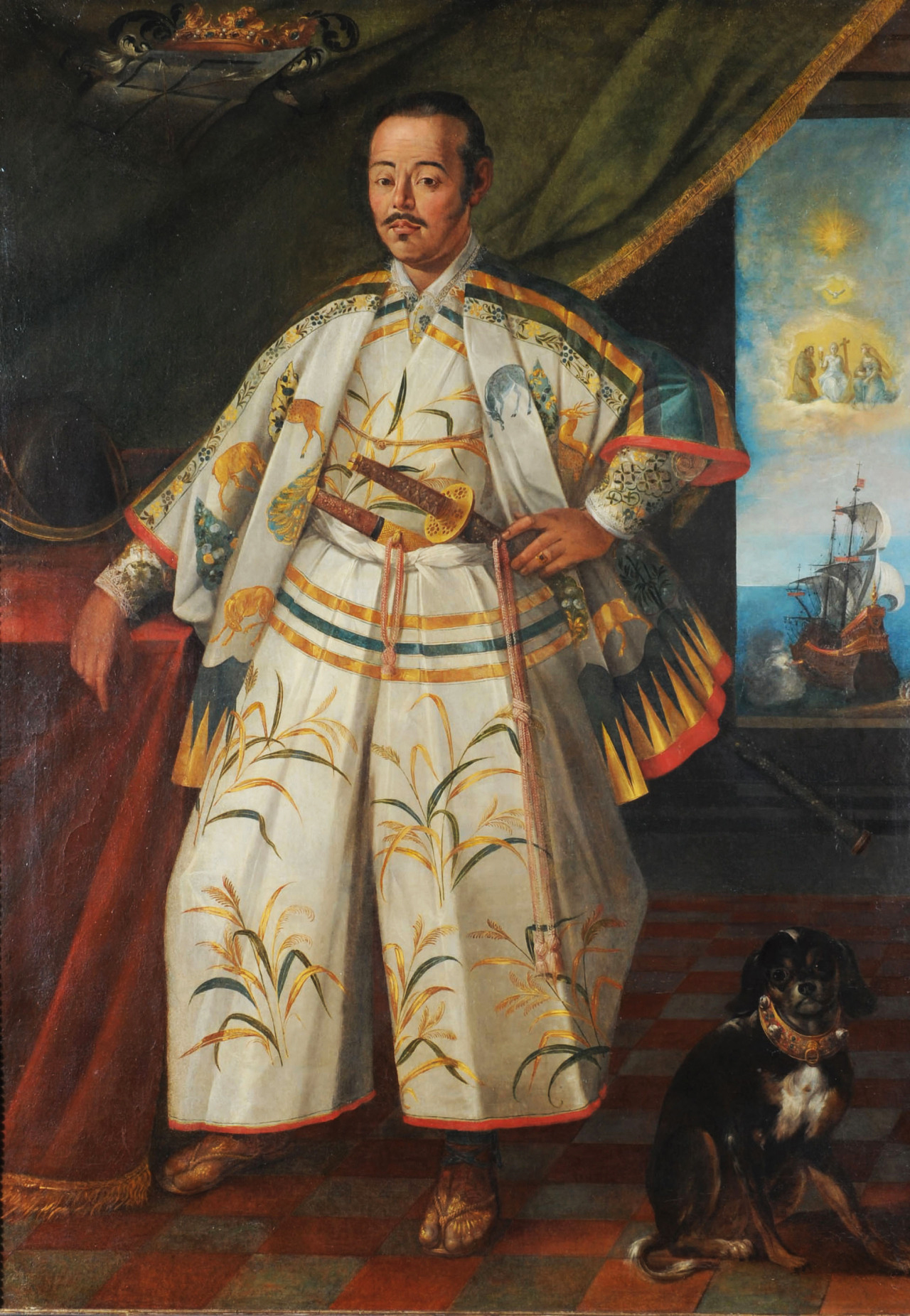
支倉常長は日本人初の外交官として北アメリカに送られ、1614年にたどり着いた。

北米から日本への間接的な交易は17世紀初頭の南蛮貿易の頃に始まった。しかし、日本と後にアメリカ合衆国となったヨーロッパの北米植民地との間には直接の接触はなく、交易は支配国（宗主国）であるスペインやポルトガルを介して行われた。
ヌエバ・エスパーニャ（後のメキシコ）から出航した数隻のスペイン船は日本との接点を築き、クリストファーとコスマスのような日本人の船員は、スペインのガレオン船によって1587年にはアメリカ大陸にたどり着いていたことで知られている。1610年、田中勝介は20人の日本の使節団の一員として、ウィリアム・アダムスが建造し徳川家康により貸し出された「サン・ブエナ・ベントゥーラ」によるドン・ロドリゴの帰郷に同行し、後にアメリカによって併合された領域を含むヌエバ・エスパーニャへと渡った。翌1611年には田中勝介らとともにセバスティアン・ビスカイノが答礼使として日本を訪れ、現在のアメリカの州であるカリフォルニアと公式な関係を築くことを提案した。
1613年に仙台藩がセバスティアン・ビスカイノの協力を得て建造した「サン・ファン・バウティスタ」によってカリフォルニアのメンドシーノ岬にたどり着いた支倉常長ら慶長遣欧使節はヌエバ・エスパーニャ副王によって歓待され、1614年にアカプルコからメキシコシティを経て、ヌエバ・エスパーニャ大西洋岸のサン・フアン・デ・ウルアを出航しヨーロッパへと向かった。しかし、1650年に江戸幕府が鎖国令を施行し、日本におけるほぼ全ての海外貿易は終焉を迎えた。オランダ人と琉球人、朝鮮人、中国人のみが日本国内に入国することが許可され、それも限られた人数のみだった。18世紀後半にアメリカが独立を成し遂げたとき、両国の間には何の交流もなかった。19世紀初頭を通じて、アメリカとヨーロッパ諸国は日本に対し外交政策を見直し、開国するよう軍事力で恫喝する事を試みた。

### 初期のアメリカ人の日本への探検
- 1791年にアメリカ人の探検家であるジョン・ケンドリックによって率いられた2隻のアメリカ船が紀伊半島の南にある紀伊大島（現在の和歌山県東牟婁郡串本町に属する島）に11日間停泊した。彼は日本を訪れた最初のアメリカ人として知られている。彼はアメリカの国旗を掲揚して、アメリカによる島の領有を明白に主張したが、彼の訪問について日本にはその記録は残っていない。

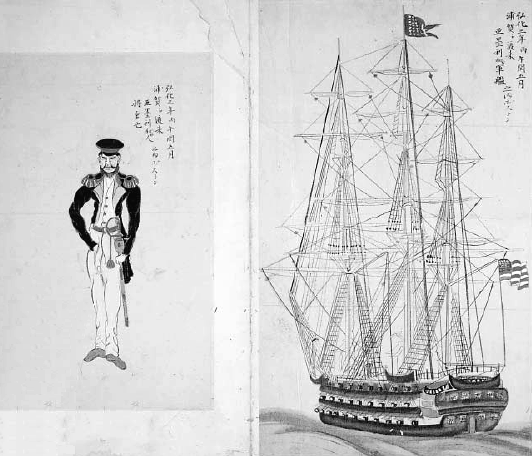
江戸湾でのジェームズ・ビドルの戦列艦「コロンバス」とそのアメリカ人乗組員（1846年）

- 1797年から1809年にかけて、数隻のアメリカ船がオランダ人の要求により、オランダ国旗が掲揚されている下、長崎で交易を行った。彼らはイギリスとのナポレオン戦争のため、自国籍の船を派遣することができなかった。
- 1841年、アメリカの捕鯨船「ジョン・ハウランド」は難破した船に乗っていた中濱万次郎と他の4人を救助した。
- 1837年、広東のアメリカ人実業家チャールズ・W・キングは数年前にオレゴンの海岸で座礁し、日本に帰国しようとしていた3人の日本人（その中には音吉がいた）を通して自由貿易を行おうとした。彼は武装していないアメリカの商船モリソン号とともに浦賀水道に向かった。船は数回にわたり砲撃され、帰還は失敗に終わった。
- 1846年、日本との自由貿易を築こうとしたアメリカ政府（当時、民主党ジェームズ・ポーク大統領）の指令により、派遣されたジェームズ・ビドル提督は2隻の船[注釈 1]とともに東京湾に停泊した。貿易の合意を求めた彼の要求は失敗に終わった。
- 1848年、ジェームス・グリン艦長は長崎に向けて航行し、アメリカ人が鎖国状態にあった日本との交渉で初めて成功を収めた。北米への帰還の途上、グリンはアメリカ合衆国議会に日本に対し開国を求める交渉は軍事力の示威行動による裏付けによるべきだと進言した。この方法はのちのマシュー・ペリー提督による遠征において踏襲された。

### マシュー・ペリー提督

#### 1852年から1853年にかけての最初の訪問

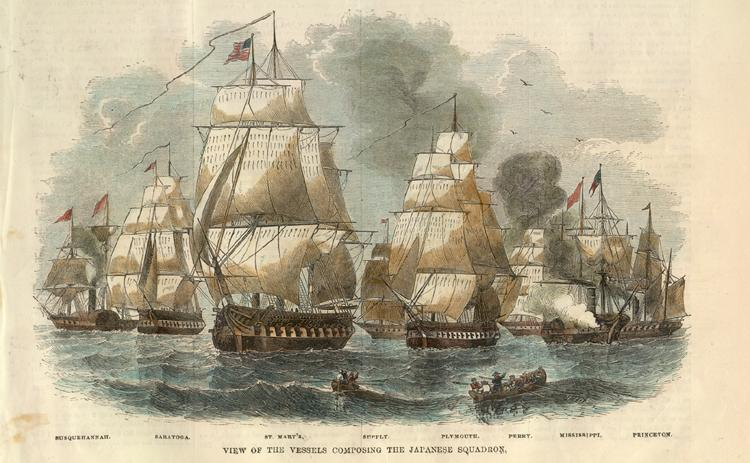
マシュー・ペリーの第二次日本訪問のための艦隊（1854年）

1852年11月、マシュー・ペリー提督はアメリカ政府全権代表として日本と通商条約について交渉するため、艦隊を率いてバージニア州ノーフォークを出発した。
1853年7月8日、ペリーは黒い蒸気フリゲートである「ミシシッピ」、「プリマス」、「サラトガ」、「サスケハナ」を江戸（現在の東京都区部）の近距離にある浦賀（現在の神奈川県横須賀市東部）に停泊させ、江戸幕府（徳川政権）の代表と会見した。
日本全権代表として臨んだ徳川幕府側は鎖国令でオランダ人との制限貿易を許可していた長崎に出向くことを要請した。ペリーは出発を拒否し、もし拒否した場合、軍事力を行使することもちらつかせながら、ミラード・フィルモア大統領の親書を渡すことを要求した。日本は数世紀にわたって近代技術を排斥しており、日本の軍事力ではペリーの艦隊に歯が立たなかった。これらの「黒船」はのちに日本において「西洋の科学技術の脅威」と「植民地主義の象徴」となった。江戸幕府はペリーの艦隊による砲撃を回避するためには来航を容認し受け入れざるを得なかった。1853年7月14日、ペリーは久里浜（現在の横須賀近郊）に移り使節団に親書を渡し、彼の艦隊は清へ出発した。ペリーは再訪日することを約束した。

#### 1854年の二度目の訪問
1854年3月、今度はより多くの船とともにペリーは再訪日。ペリーは使節団がフィルモアの親書において要求していたことを事実上すべて満たす具体的な条約を用意していたことを知った。1854年3月31日、ペリーはアメリカ政府全権代表として神奈川条約に署名し、合意は孝明天皇の代理人と交わされたと誤解していた。程なくして日本を出発した。

### 第二次世界大戦まで

#### 万延元年遣米使節

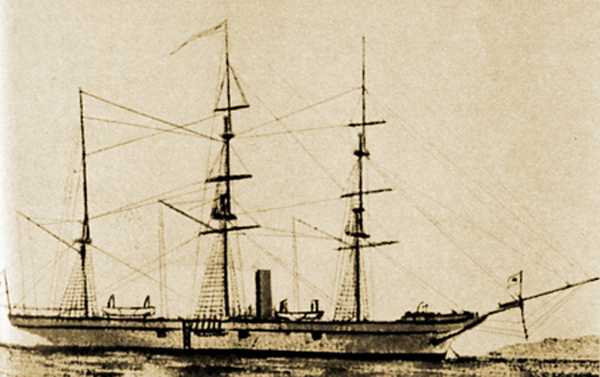
1860年代、日本の初めてのスクリュー式軍艦「咸臨丸」は使節団を載せてサンフランシスコに派遣された。

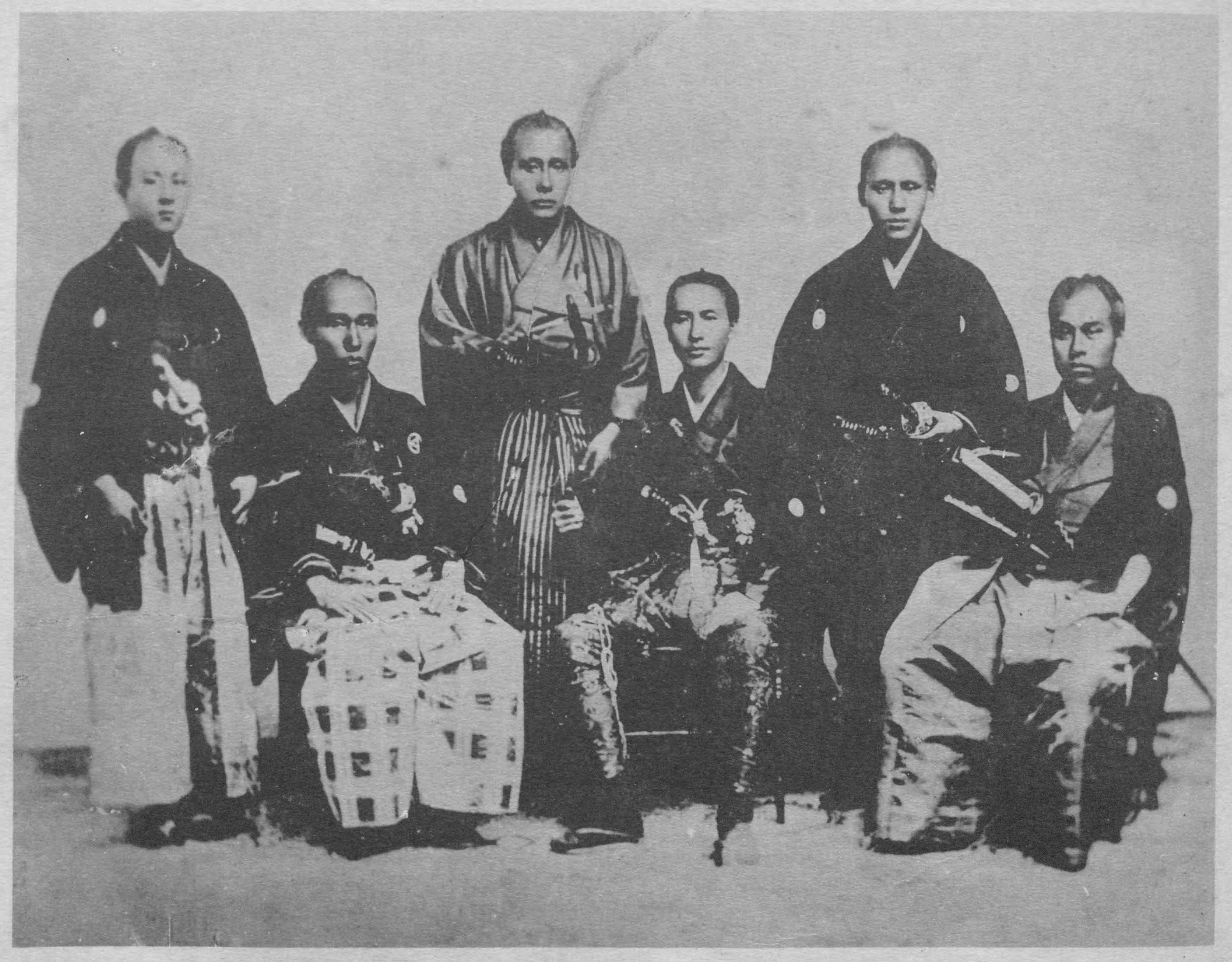
万延元年遣米使節の一行。右端は福沢諭吉。

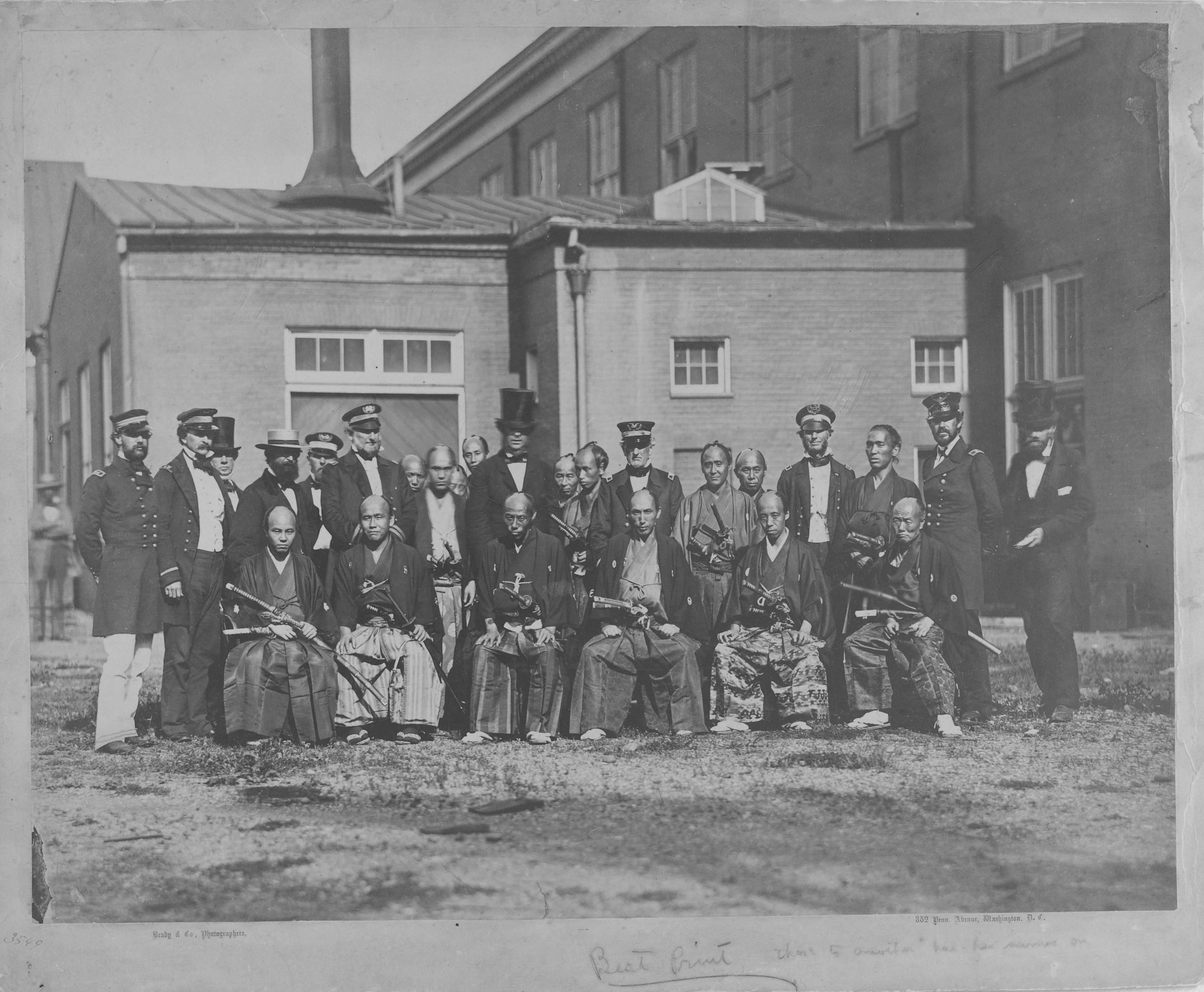
万延元年遣米使節。

7年後、江戸幕府は日本が西洋流の航海および造船技術を習得したことを世界に示すためにアメリカへ向けて「咸臨丸」を派遣した。
1860年1月19日、「咸臨丸」はサンフランシスコに向かい浦賀水道を出発した。使節団の中には船長の勝海舟や中濱万次郎、福澤諭吉などが含まれていた。使節団はアメリカの船に乗りパナマを経由して首都ワシントンに向かった。
使節団の目標は「今までで初めての日本の大使をアメリカに派遣すること」、「両国政府間で新しい修好通商条約を批准すること」にあった。使節団はまた、ペリーが締結した条約の条項のうち、アメリカ有利、日本不利の不平等条約条項を修正しようとしたが、失敗に終わった。
最初の駐日アメリカ合衆国大使はタウンゼント・ハリスが務めた。
二代目の大使はウィリアム・ヘンリー・スワードの政治的盟友で親しい友人であったロバート・H・プルインで、1862年から1865年まで務めた。彼は1842年から1852年までと1854年にオールバニ郡からニューヨーク州議会の議員に選出されたホイッグ党の党員であり、 1850年から1854年まで州議会議長を務めた。当時国務長官であったスワードの個人的な求めにより、エイブラハム・リンカーン大統領はプルインを駐日大使に任命し、プルインはその職を1865年まで務め、その後ニューヨーク州へと戻った。
プルインが成し遂げた最も優れた業績の一つに下関戦争後の交渉を仲立ちしたことが挙げられる。プルインは将軍との取引で高い成功を収めたと考えられている。他にも、座礁した船に乗っていた日本人の船員を本国に送還することに関する合意にも署名した。

#### 1865(元治元・慶応元)年から1914(大正3)年にかけて
安政五カ国条約の一つとして結んだ日米修好通商条約に代わり、陸奥宗光外相の成果により（第2次伊藤内閣、伊藤博文首相）の1894（明治27）年11月22日、栗野慎一郎駐米公使とウォルター・グレシャム国務長官のあいだで「旧日米通商航海条約」が調印され、5年後の1899（明治32）年7月17日に効力が発生した。陸奥外相時代に締結されたため、日本が他の国と締結した通商航海条約とともに「陸奥条約」と通称される。これによって日本・アメリカ間で、両国の通商航海の自由と内国民待遇が原則となり、アメリカが日本に対し保有していた領事裁判権が撤廃され、日本は関税自主権の一部回復も果たした。ただし、この条約にあっても、その第2条においてアメリカは日本人移民の入国・旅行・居住に対して差別的立法をなしうる規定を有した。
日露戦争中の1905（明治38）年7月29日に、内閣総理大臣兼臨時外務大臣であった桂太郎と、フィリピン訪問の途中に来日したアメリカ合衆国特使であったウィリアム・タフト陸軍長官（のち第27代大統領）との間で「桂・タフト協定」が交わされた。この協定により、アメリカは日本による韓国併合を承認し、当時の大韓帝国における日本の支配権を確認し、日本はアメリカのフィリピンにおける支配権を確認した。列強が勢力を模索する時代の中で、日米両国の首脳が相手国の権利を相互に承認し合った協定といわれ、その後の日米関係を円滑にするものであった。また、1902（明治35）年の日英同盟を踏まえたもので、イギリスを含めた日本・イギリス・アメリカの三国による東アジアの安全保障について意見が交換された。
日露戦争下でアメリカのセオドア・ルーズベルト大統領は日本海海戦の後に小村寿太郎外務大臣から要請を受け、1905（明治38）年6月6日に日本・ロシア帝国両国に対し講和勧告を行い、ロシア側は12日に公式に勧告を受諾した。アメリカのルーズベルト大統領の仲介により講和交渉のテーブルに着いた両国は、同年8月10日からアメリカのニューハンプシャー州ポーツマス近郊で終戦交渉に臨み、1905年（明治38年）9月5日に締結・同年11月25日に発効されたポーツマス条約により講和がなされ、戦争は日本の勝利に終わった。
1908（明治41）年11月30日にアメリカ合衆国国務長官エリフ・ルートと、日本の高平小五郎駐米大使の間で行われた交渉を経て、「高平・ルート協定」が調印された。
陸奥条約（旧日米通商航海条約）は、12年後の1911（明治44）年7月16日が満期日にあたっており、1909（明治42）年8月、第2次桂内閣（桂太郎首相）はそれに向けて条約完全改正の方針を閣議決定した。1910（明治43）年には桂内閣の外務大臣小村壽太郎が条約の規定にしたがって、満期日の1年前にあたることからアメリカも含めて13か国に廃棄通告を施行した。
この不平等条約改正のための日米間交渉は1910年（明治43年）4月から実施された。日露戦争の勝利により日本の国際的地位は格段に向上しており、日本における立憲政治の充実が海外にも認知され、日本の法体系への不信感も希薄化していたため、対米交渉は比較的順調に進行した。首相桂太郎も、専任の大蔵大臣を設置せず、これを首相兼任として小村の条約改正を自ら全面的にバックアップした。
1911（明治44）年2月21日、アメリカの首都であるワシントンD.C.で日本の内田康哉駐米大使とフィランダー・C・ノックスアメリカ合衆国国務長官のあいだで新しい「日米通商航海条約」が調印された。陸奥外相時代の旧通商航海条約には日本人移民をアメリカ政府が国内法で制約できる留保条項が設置されていたが、日本人移民はアメリカによるハワイ併合後の1900（明治33）年以降さらに顕著に増加しており、日本政府は移民に対する差別的法律が合衆国内で制定されるのを回避するため、1907（明治40）年及び1908（明治41）年に日米紳士協約(en)を締結し、自主的に移民を制限した。しかし移民問題は解決されなかったので、日本政府は日本人労働者のアメリカ移住に関し過去3年間実施してきた移民の制限と取締りを今後も維持することをアメリカ側に宣言し、旧条約の失効と同時に発効する新しい通商航海条約を結び、従前の留保条項を削除したうえで関税自主権を完全に回復することに成功した。アメリカ上院議会は新条約の批准にあたり、1907年（明治40年）の日本人移民のハワイからアメリカ合衆国本土への転航禁止令の有効性について日本側に確認を求めたが、日本はそれに同意した。
新条約は1911（明治44）年4月4日に発効し、日本はアメリカに対して関税自主権の回復を伴う改正通商航海条約を締結し、税権の回復を達成し、外交上アメリカとも完全に対等の立場に立つこととなった。しかしアメリカは1924（大正13）年、ジョンソン＝リード法（通称「排日移民法」）により紳士協約を一方的に廃棄している。
1912（明治45・大正元）年、日本の人々は「日米友好の証」として、3020本の桜の木をアメリカに贈呈した。アメリカ合衆国のファーストレディであったヘレン・ヘロン・タフト大統領夫人（Helen Herron Taft）と当時駐米日本大使であった珍田捨巳伯爵の夫人は二本の桜の木をタイダルベイスンの北岸に植樹した。これらの二本の木は現在でも17番街の南端にあるジョン・ポール・ジョーンズ像の近くにある。労働者は残りの木をタイダルベイスンと東ポトマック公園の周辺に植樹した。

#### 第一次世界大戦と1920年代
第一次世界大戦最中の1917（大正6）年11月2日、ワシントンD.C.で日本の特命全権大使・石井菊次郎とアメリカ合衆国国務長官ロバート・ランシングとの間で「石井・ランシング協定」が締結された。これは、中国での特殊権益に関する協定で、公文による共同宣言という形式になった。ワシントン体制への道に通じた日本による対米協調政策の結果であった。
第一次世界大戦が開始した頃から、中国大陸における日米両国の利権問題やアメリカ国内での排日運動の動きなど、日米間には緊張した空気が流れていた。そうした中で、明治期にアメリカ留学の経験のある日本人たち、両国間の友好関係を強く望む日米有識者たち、さらには東京在住の知日派のアメリカ人たちの間で民間レベルでの日米交流団体を立ち上げようという動きが起こっていた。
1917（大正6）年4月、激動する国際情勢の中で日米両国の有識者たちによって、日米両国人が互いに親しく交流し、相互理解を促進することを誓って「日米協会」（現在は一般社団法人）が設立される。これは、現在も日本で最も歴史と伝統のある日米民間交流団体である。以来日米両国及び世界の平和と安定を願い、より良い両国関係を築いていく為、互いの歴史・文化・慣習・国民性などを尊重しながら、教育・文化交流・人物交流・知的交流などの活動を行ってきた。
初代会長にはハーバード大学を卒業し、大日本帝国憲法の起草にも関わった金子堅太郎、名誉会長には時の駐日アメリカ合衆国大使ローランド・モーリスが就任、名誉副会長には徳川家達（後、第2代会長、徳川宗家第16代当主）、渋沢栄一（「日本資本主義の父」、理化学研究所創設者）、高橋是清（大蔵大臣、二・二六事件犠牲者の一人）、高嶺譲吉など、執行委員には新渡戸稲造（『武士道』著者、国際連盟事務次長）、団琢磨、井上準之助（日本銀行総裁、大蔵大臣）など時の政財界や学界を代表する日本人達が名を連ねた。
第一次世界大戦では両国とも連合国の一員として、戦勝国となった後のパリ講和会議に参加した。その中でウッドロウ・ウィルソン大統領が提唱した「十四か条の平和原則」の中で「国際連盟の創設」を掲げていたが、その実現のところで、日本は加盟して常任理事国の一国ともなり、事務次長職に自国出身者を輩出するなどもしたが、国家元首かつ政府の長が提唱者であった肝心のアメリカ合衆国は連邦議会が加盟を否決したため、第二次世界大戦後の国際連合設立に伴い解散するに至るまで、加盟することはなかった。
1923（大正12）年9月1日に発生した関東大震災直後には、被災しながらも協会はアメリカの「ヘルプ・ジャパン（HELP JAPAN）」の呼びかけのもとに、アメリカからの多額の義援金の受取窓口となり、救援物資や医師・看護婦の派遣受け入れに尽力した。また初めて大西洋無着陸飛行に成功し、世界的な英雄となったチャールズ・リンドバーグが来日した時、滞在中の世話をしたのも日米協会であった。
世界恐慌前の1920年代は「狂騒の20年代」と呼ばれるほどアメリカ経済にとって最盛期だった。
1927（昭和2）年には、日米関係の改善を狙い、アメリカから日本へ「青い目の人形」が贈呈された。日本からもその返礼として、答礼人形がアメリカへ贈呈された。

#### 大恐慌のあいだ
満州事変をはじめとする中国における植民地化を目指した日本の軍事的野心は、同じく中国の経済的支配を狙うアメリカとの間に緊張を増幅させた。アメリカは太平洋に強力な海軍を持っており、オランダとイギリスを含む植民地を持つヨーロッパの国々のいくつかと友好関係にあった（公式には同盟関係を結んではいなかった）。アメリカ・オーストラリア・イギリス・オランダ亡命政府は禁輸を行い（ABCD包囲網）、日本製品をボイコットした。こうして日本は必要な物資を軍事力に頼ることになった。

### 第二次世界大戦
真珠湾攻撃による日米開戦に至るまで、日本とアメリカの関係は数年に渡り悪化していた。これには西洋の列強諸国が日本に対して敵意を抱いていたという理由が含まれる。アメリカはこのことを理解していた。
日本人は彼らが劣っていると見られていると信じていた。アメリカが日本の勢力拡張に反対し、外交による日本の要求が受け入れられなかったこともまた関係を緊張させた。
「アメリカ人は彼らが我々よりも優れていると信じている。彼らがこのような意見を持ち続ける限り、我々は彼らと着実な関係を維持することはできない。アメリカ人は我々の要求に応じようとしない。これらの理由により、我々の関係は悪いままであり、改善することはないだろう」。Masakazu Nanbaによる訳 1938年3月5日。
彼らの関係におけるこれらの状況がすべて真珠湾攻撃へとつながった。真珠湾攻撃は大衆の目には驚きをもって見られていたが、攻撃までの長年にわたる日米関係を分析していた者のなかには、両国間の対話において対決は起こりうると考える者もいた。
「日本はエネルギー不足に悩まされており、拡張は彼らが生存するために必要なエネルギー需要を確保する目的のみで行われた」と思われていた。「（真珠湾での）攻撃は太平洋における日米間の利害において対立を最大限に高めただけだった」と思われている。
ワシントン海軍軍縮条約とロンドン海軍軍縮条約の下、アメリカ海軍と日本海軍が所有する軍艦の比率は10：7と定められていた。
しかし、1934年の時点において、日本は軍縮政策を事実上放棄し、際限のない軍拡政策へと舵を切った。日本政府は太平洋における軍事力において、アメリカの艦隊と比較して劣っていることをよく分かっていた。彼らの軍事政策の軌道修正におけるより大きな重要な要素として、日本はアメリカに対する石油の依存から脱却し、新たな石油資源を確保する必要に迫られていた。
1930年代を通じて、日本は石油消費量の90%を輸入に依存しており、その80%はアメリカからだった。
さらに、この石油輸入の大部分は海軍をはじめとする軍事目的のためだった。アメリカの民主党フランクリン・ルーズベルト大統領は、日本による中国、東インドおよび太平洋の島々への拡大主義政策に反対した。
1940（昭和15）年7月26日、アメリカ議会は「輸出規制法」を通過させ、日本に対する石油、鉄鋼製品の輸出を削減した。このアメリカによる対日封じ込め政策は、これ以上の軍事的拡張に対してはさらなる制裁を課すとする日本への警告であると見られていた。しかし、日本政府はそれを自国の軍事的、経済的な強大さに対する対抗するための封鎖であると受け取った。
その時まで有効だった輸出法では、日本は約5400万バレルの石油を備蓄していた。アメリカは日本に対し満州の侵略からずっと後の1940年（昭和15年）まで石油を輸出していた。制裁はあまりにも効果が弱く、初期の日本軍の拡大に歯止めをかけられるほど十分ではなかった。1940年（昭和15年）までに、アメリカは日本市場における石油の輸出において60%にまでシェアを落としていた。
アメリカ政府によるこれらの様々な行動は1941（昭和16）年7月に課された対日全面禁輸とは比較にならない。すべての石油の輸出が停止され、アメリカにおける日本の資産は凍結された。オランダ領東インドからわずかに450万バレルの石油が確保できただけとなった日本は、太平洋戦線での対米攻撃を決意することになった。真珠湾攻撃は制裁によってエネルギーを確保できなかったことが強く影響していた。
1941年（昭和16年）12月7日、日本時間12月8日、日本海軍航空隊はハワイ真珠湾のアメリカ海軍の戦艦を攻撃した（真珠湾攻撃）。
これに対してアメリカは日本に宣戦を布告し、日米交渉は決裂し、約3年8ヶ月に渡るアメリカ対日本の戦争が始まり、両国は敵対関係となった（太平洋戦争/大東亜戦争勃発）。
攻撃のすぐあと、ナチス・ドイツ及びイタリア王国を含む枢軸国はアメリカに宣戦布告し、アメリカは第二次世界大戦に参戦した。
製品の生産、飛び石作戦により、また日本本土空襲により（また日本への原子爆弾投下を行い、日本と日ソ中立条約を締結していたソ連が対日宣戦し、連合国 (第二次世界大戦)はポツダム宣言の受諾を要求し、1945（昭和20）年8月15日に日本がこれを受諾した(日本の降伏)ことで、同年9月2日に東京湾に停泊するアメリカ戦艦「ミズーリ」艦上で日本側全権代表が連合国に対する降伏文書に調印した。こうして1939(昭和14)年9月1日に始まった第二次世界大戦は終わった。

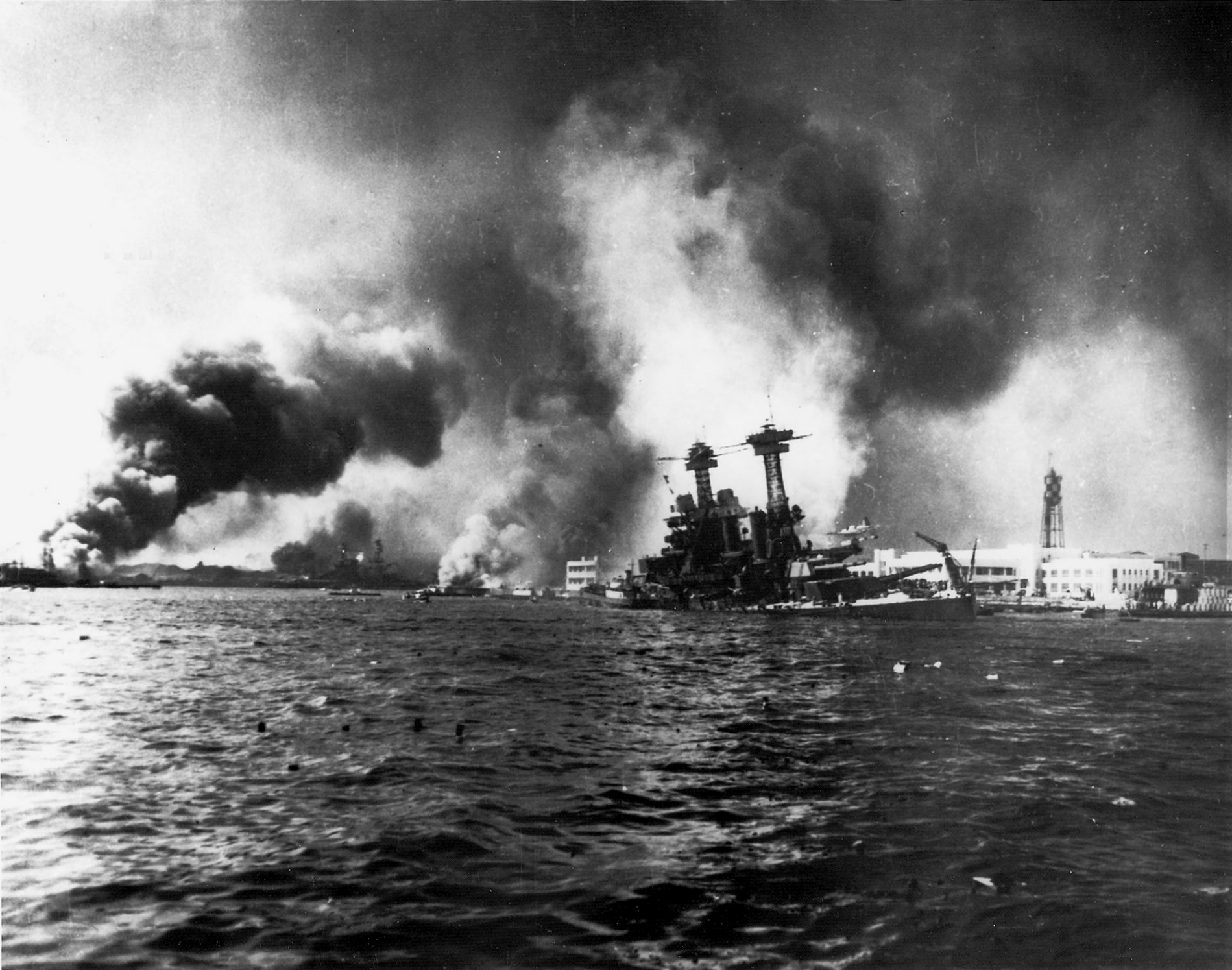
真珠湾で日本海軍の攻撃を受け、沈没する戦艦カリフォルニア（真珠湾攻撃）。

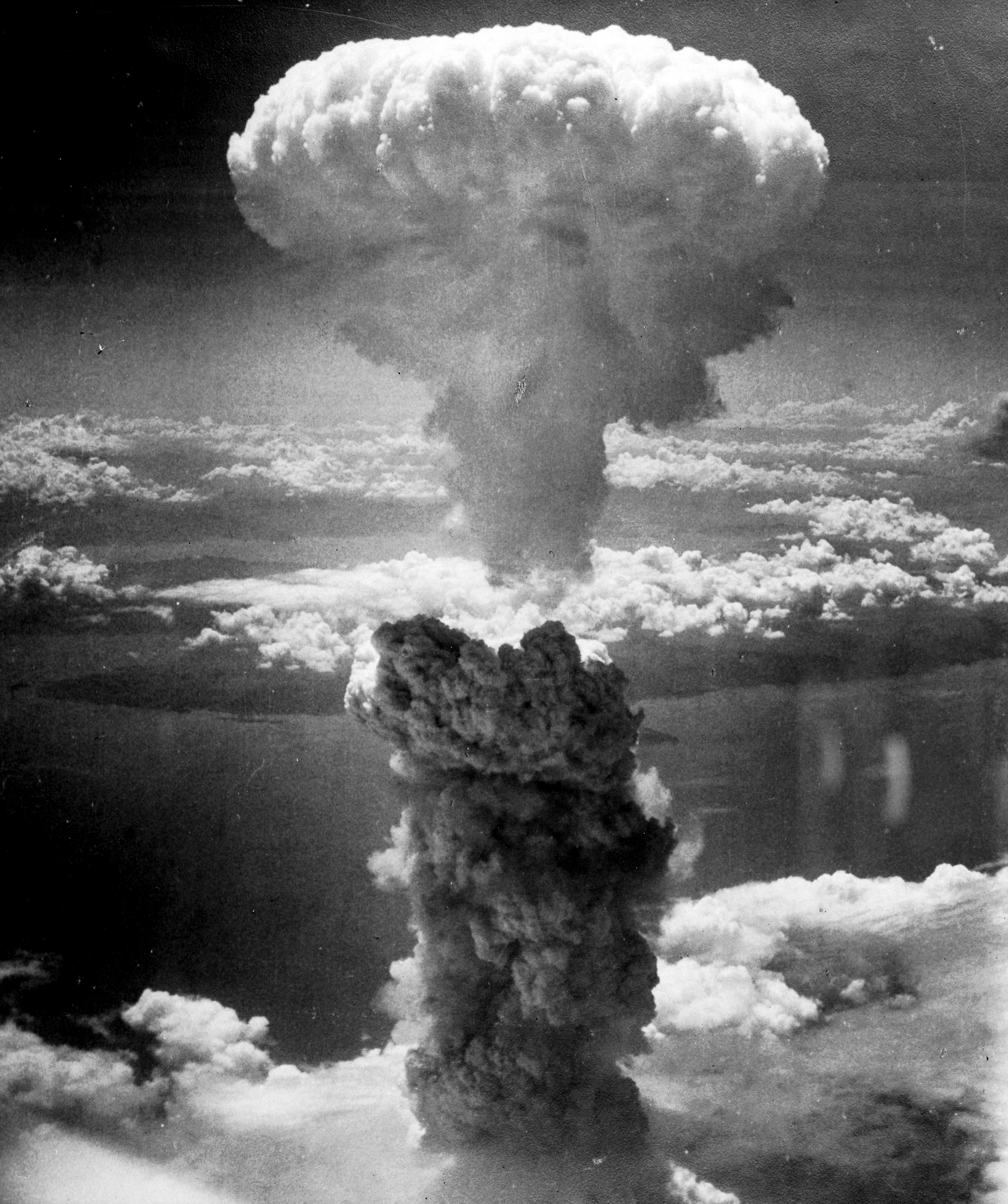
ファットマンの核爆発により、そのキノコ雲は爆心地の長崎市上空18km（11マイル、60,000フィート）にまで達した。

 太平洋戦争（大東亜戦争）は1945（昭和20）年8月6日の広島市とその3日後の8月9日の長崎市への原子爆弾投下後まで続いた。 

### 第二次世界大戦後

#### 占領期
第二次世界大戦が終わり、枢軸国として敗戦した日本はアメリカ合衆国・オーストラリア・インド・イギリス・フランスを始めとする戦勝国となった連合国によって占領されることになったが、実際はアメリカ主導による極東委員会の下、ダグラス・マッカーサー率いる連合国軍最高司令官総司令部（GHQ/SCAP）が占領統治を担った。島国である日本が統一後に外国によって占領されたのは史上初めてのことであった。1951(昭和26)年9月8日、日本国との平和条約（サンフランシスコ講和条約）の調印により連合国による占領は終わりを迎え、1952(昭和27)年4月28日に条約は発効し、日本は再び独立国となった。

#### 1950年代:被占領後
第二次世界大戦後、連合国による占領期が終わった1952年4月、日本とアメリカの関係は当初完全な主権国同士という、対等なものとみなされていた。
日本国との平和条約に法的根拠を置くこの対等性は、占領後初期の日本がアメリカからの経済支援を必要としていたため（訳注：アメリカは占領政策を潤滑にするために1946年から食料輸出で現物支援をし、それに見合う金額は返済している。
日本はアメリカからの食糧放出金額以上にアメリカに対して多額の占領経費を支払っていたが、その事実は占領下のアメリカによって報道を禁じられた。）、当初はほとんど名目的なものだった。日本にとってアメリカとの良好な国際収支が成し遂げられたのは1954年のことで、その要因は主にアメリカの日本に対する軍事的援助のためだった（訳注：アメリカ社会では、高度経済成長とされた戦後日本の経済発展が在日米軍の存在によってもたらされたと信じられている）。
日本国民の多くは「第二次世界大戦の悲惨な結果によるアメリカへの依存は徐々に減少している」と感じ、アメリカとの貿易は盛んになった。資源と技術を組織的に活かし、国の経済が回復し、自信を取り戻していった。このような状況により、アメリカの影響からの更なる独立を望むようになった。1950年代から1960年代にかけて、日本列島に設置されているうちの3分の2が沖縄県に集中するアメリカの軍事基地に対する多数の日本人のこのような感情は特に明らかになった。
日本政府は日本国憲法第9条の下で「必要最小限度の実力組織」として自衛隊（当初は警察予備隊として、後の保安隊を経た）を創設させられた上で、軍事的庇護の必要性と「現実に反して」アメリカからの離脱を主張する左翼の圧力とのバランスを取らなければならなかった。南西諸島と小笠原諸島の返還を求める願いは普遍的なものであると捉えられた為、1953年にはアメリカは奄美群島の施政権を日本に返還した。しかしアメリカは講和条約第3条に規定された無期限のアメリカ軍政下に置かれていた沖縄の返還には応じなかった。1956年6月に国会で沖縄返還を求める議決が全会一致で採択され、返還運動は昂揚していた。
安保面以外では、日系アメリカ人市民同盟のマイク正岡の尽力により、1952年6月27日に「移民国籍法」が成立。これに伴い、日系一世に帰化市民権が与えられると同時に、日本からの移民が再度認められる事となった。
その後、1954年に1,600人の一世による帰化宣誓式が、執り行われた事を皮切りに、4万人以上の一世が、1965年までにアメリカ市民権を取得した。一方で、日本からの新規移民送出に関しては、1965年に「移民及び国籍法」が成立した事に伴い、国別割当が撤廃されるまで、年間185名に制限される事となった。その為、割当外となっていた「戦争花嫁」以外の新規移民を見込む事は、困難と思われた。しかし、1953年8月7日に「難民救済法」が成立し、10歳以下の孤児の養子縁組移民を、最大4,000人まで受け入れる事が、可能となった。また、1955年に同法の規定が変更されると、台風をはじめとする自然災害の被災者を「難民」として送り出せる事に、正岡や日本の政治家が、着目する様になった。この様に、日本からの新規移民送出における消極的局面が、大きく変化した結果として、1956年に難民救済法が失効するまで、所謂「GIベビー」として生まれた混血児2,500名と、和歌山県・広島県・鹿児島県からの農業移民1,005名が、日本からアメリカへ渡る事となった。

#### 1960年代:安全保障条約と領土の返還
1952年の日米安全保障条約の改定に関する2国間対話は1959年から始まり、1960年1月19日にワシントンにて、新たに日本国とアメリカ合衆国との間の相互協力及び安全保障条約が調印された。2月5日に条約が批准のために国会に付託された時、日米関係の議題をめぐり激しい議論が行われ、条約に反対する左翼は総力を挙げてその国会通過を阻止しようとした。5月20日に条約はついに衆議院において承認された。日本社会党の議員らは衆議院の下級の委員会を欠席し、自由民主党の議員が議会に入場するのを阻止しようとしたが、彼らは警察によって取り除かれた。学生による大規模なデモと暴動が起こり、労働組合もそれに続いた。これらの激しい運動はドワイト・D・アイゼンハワー大統領が予定していた日本訪問を妨害し、岸信介首相の辞任を早めたが、衆議院の承認から30日以内に参議院がこの問題について投票を行うことができなかったため、憲法の規定により6月19日に条約は自然成立した。
条約の下で両国は日本国の施政下にある領域内で武力攻撃された場合の相互協力を確認した。（そのように理解されているが、しかしながら日本は海外への派兵を禁止する憲法9条の規定により、アメリカを防衛することはできなかった。特に憲法は「陸海空軍」の保持を禁止している。）それはまた、日本の人々が「国際紛争を解決する手段として武力をもって脅したり、武力を用いること」を禁じている。そのような状況の中で、日本人は彼らの自衛隊を送ることが平和維持活動が目的である場合でさえ難しいことを見出した。新しい条約の焦点は南西諸島には及ばず、攻撃された場合は両国の政府が協議し、適切な行動をとることの確認に向けられた。条約は両国の政府が事前の協議を開始するまで、在日米軍は展開において大きな変更を行わないことにも触れている。1952年の条約とは異なり、新しい条約は10年の期限の後は、双方は1年前に予告すれば、破棄できることが定められた。条約には将来の国際的な開発の協力と経済協力の発展についての総合的な準備が含められた。
両国は講和条約の第3条の下でアメリカが約束した、戦争で獲得した全ての日本の領土を返還することを実行に移すため、緊密に作業を行った。1968年にアメリカは硫黄島を含む小笠原諸島を日本に返還した。1969年に沖縄返還問題と日本の安全保障をめぐるアメリカとのつながりは政党間の政治的なキャンペーンの焦点となった。1969年に佐藤栄作首相はワシントンを訪問し、状況はかなり改善された。佐藤首相とリチャード・ニクソン大統領は署名した共同声明の中で、1972年に沖縄が日本に返還されることでアメリカと合意したと発表した。18か月もの交渉の後、1971年6月に両国は1972年に沖縄を日本に返還する協定に署名した。
日本の政府による安全保障条約の断固たる、また自発的な承認と沖縄返還問題の解決は、日米関係における2つの大きな政治問題が解決したことを意味したが、しかし新たな問題が生じた。1971(昭和46)年7月に日本政府はニクソンの電撃的な中国訪問の発表に驚かされた。そのような外交政策における根幹的な変化について決断する前にアメリカから事前の相談がなかったことを多くの日本人は残念に思った。翌月に日本からアメリカへの輸出を妨げる為、事前の相談無くアメリカが輸入品に10パーセントの課徴金を課したことに政府は再び驚かされた。同年12月の日本円の切り上げという金融的な危機により、東京とワシントンの関係はさらに緊迫した。
1971年のこれらの出来事は政治・経済双方の分野において緊張した出来事が無くは無く、基本的な関係は良好なままであったが、両国関係が新しい段階に入り、変化し続ける世界情勢への調整の時期が始まったことを示した。両国間の政治的問題は本質的に安全保障に関連したものであり、アメリカ政府は日本政府に対し自主防衛とこの地域の安全保障へのより大きな貢献を促した。経済の問題はかつてない規模に成長したアメリカとの貿易とアメリカが対日貿易赤字に陥ったことに起因する傾向にあった。1965年に日本はアメリカとの貿易で史上初めて黒字を記録した。

#### 1970年代:インドシナ戦争と中東危機
1975年、アメリカはインドシナ半島から撤退した。アメリカの敗戦により至ったベトナム戦争の終結は「東アジアの安全保障における日本の役割への疑問」を意味し、その自主防衛への貢献は両国間の対話において中心課題となった。日本の防衛への努力に対するアメリカの不満は1975年にジェームズ・R・シュレシンジャー国防長官が公然と日本を非難したことで表面化した。日本の政府は憲法上の制約と平和を望む強い世論により制限され、自衛隊のより早い増強を望む圧力に素早く反応することができなかった。1976年に1960年の安保条約の下で規定されていた2国間による安全保障協議委員会の枠組みの中で、日米は防衛協力に関する小委員会を公式に立ち上げた。この小委員会は、両国の軍事計画立案者が主導した日本有事の際の合同軍事行動に関する研究を基に、日米の防衛協力に関する新しい指針を作成した。
経済の分野では、日本は製品のアメリカへの輸出を規制する市場秩序維持協定を結ぶことで合意することによって、政治的問題を生み出していた貿易摩擦を緩和しようとした。1977年、日本からアメリカへのカラーテレビの輸出を規制する市場秩序維持協定が署名され、以前問題となった繊維問題と同様に処理された。アメリカへの鉄鋼の輸出も削減された。しかし、日本による使用済み核燃料の再処理工場の開発に対するアメリカの制裁、牛肉やオレンジなど日本の農産物の輸入規制、資本の投資の自由化と日本国内における政府調達などでは議論が白熱し、問題は続いていた。
安全保障条約を締結している国からの呼びかけにより、世界においてアメリカに代わって負担を担う役割を果たす為、 日本は大平正芳首相が「平和を守るための総合安全保障と防衛の戦略」と呼んだ構想を発展させた。この政策の下、日本はアメリカと世界的な規模において緊密な関係を築くことを模索した。しかし一方的に日本の負担が目立っている。
この政策は急進的なイラン人がテヘランで60人を人質にしてアメリカ大使館を占拠した事件が起きた1979年11月に試された。日本はこの行動が国際法違反であるとして非難した。同時に、伝えられるところによると、日本の商社と石油会社はアメリカがイランからの石油の輸入を禁止し、利用可能になったイランの石油を購入した。この行動は日本政府が石油の購入を許したのは「鈍感である」としてアメリカから激しい批判を浴びた。日本は謝罪し、他のアメリカの同盟国と協調してイランに対する制裁に参加することに合意した。
その事件後、日本政府はアメリカが安定を維持し、繁栄を促進するために計画した国際的な政策を支援するため、より気を使うようになった。ソ連がアフガニスタンを侵略した1979（昭和54）年12月に日本政府がソ連に対して制裁を実行すると発表したことは迅速であり、また効果的だった。1981（昭和56）年に日本政府はアメリカ政府の要求に応え、日本周辺のより広範囲な海域における海上防衛の責任を受け入れ、在日米軍をより支援することを約束した。

#### 1980年代：タカ派の台頭
世界の問題に対処する日米の協力の新しい段階は、1982（昭和57）年後半の中曽根康弘首相の選出によって成し遂げられたと考えられている。共和党のロナルド・レーガン政権の職員は彼らの2人の指導者が共有していた安全保障観と国際的展望に基づく個人的関係の発展のため、日本のカウンターパートナーとともに密接に作業を行った。中曽根はソビエト連邦の脅威に対する日本の決断についてアメリカを安心させ、朝鮮半島情勢や東南アジアなどアジアの問題についてアメリカと緊密に政策の調整を行い、アメリカの中国に対する政策とも協力して作業を行った。日本の政府はアメリカ軍の日本や西太平洋地域への増派を歓迎し、自衛隊の着実な増強を続け、日本はソビエト連邦の国際的な拡大主義の脅威に対してアメリカの側に確固として立ち続けた。1980年代後半、中曽根が首相の座を退いた後も、日本はこれらの地域におけるアメリカの政策と密接に協力し続けた。リクルート事件など政治的指導者の不祥事が起こったことは、新しく大統領に就任したジョージ・H・W・ブッシュがレーガンの時代と同様に日本の指導者と個人的に親密な関係を築くことを難しくさせた。
日本とアメリカの一方的関係が見られる具体例には、プラザ合意とその後アメリカ政府が要求した思いやり予算の増額に対する日本政府の反応が挙げられる。為替の調整が行われたのは日本におけるアメリカの経費が急騰し、その相殺のためにアメリカ政府が日本政府に一方的に要求し、日本が応じた為だった。もう一つの例は日本が冷戦下の西側諸国にとって戦略的に重要であると考えられていた国に対する海外援助のアメリカ政府の要求に素早く反応したことである。1980年代にアメリカ政府はパキスタン・トルコ・エジプト・ジャマイカなどへの日本の「戦略的な援助」に対し謝意を表した。1990年代、海部俊樹首相は東ヨーロッパ及び中東諸国への支援を約束し、日本がアメリカに代わって援助金を出す様はアメリカの自動ATMと揶揄された。さらに援助した資金の債権放棄を繰り返し、自ら金融的影響力を放棄させられる様は敗戦国そのものといわれ続けた。
一部の日本の企業家や外交官からの不満があったにもかかわらず、日本政府はアメリカの対中国および対インドシナ政策に対して基本的に合意し続けた。中国とインドシナの政府が条件を満たすまで大規模な援助を控えることについて、日米の利害は共通していると考えられていた。もちろん、日本の協力にも限りはあった。イラン・イラク戦争の間、ペルシャ湾のタンカーを護衛するというアメリカの決定に対する日本の反応は複雑な回顧の対象となった。日本は憲法上の理由により軍隊を派遣することができないことを指摘し、肯定的な意見を述べたアメリカ政府の関係者もいたが、代償としてペルシャ湾における航海システムの建設を支援し、在日米軍に対するさらなる支援とオマーン・ヨルダンに対する経済支援がなされた。 日本がペルシャ湾への掃海艇の派遣すら拒否したことは、アメリカの関係者の一部に日本の指導者は敏感な地域におけるアメリカとの協力に対して消極的なのだと受け止められた。
1980年代に日米の亀裂が最もよく現れたのは、外国製品への市場開放を要求するアメリカ政府の再三にわたる一方的要求に対し日本政府が抵抗したことである。その後はよくあるパターンが続いた。日本政府は国内の重要な有権者が市場の開放によって被害を蒙ることによって生じる政治的圧力に対し敏感になっていた。 一般的にこれらの有権者は2つのタイプを代表していた。本当の国際競争に直面した場合、勝ち残ることのできないほど非効率的であるか、「衰退しつつある」生産者、製造業者、輸送業者である。日本政府はそれらの産業において有望なものを、彼らが世界の市場において十分な競争力をつけるまで海外の競争相手から保護したいと考えていた。アメリカとの摩擦を避けつつ国内からの圧力をかわす為、日本政府は交渉を長引かせようとした。この戦術は産業構造の転換を図り、新しく強い産業を育てるまでの時間稼ぎだった。問題の諸相を扱う合意に至ったが、貿易や経済の問題について数年にわたり対話が引き延ばされていたことでは共通していた。そのような合意は時としてあいまいであり、日米間で解釈をめぐって摩擦を引き起こすこととなった。
発展する相互依存は内外において著しい環境の変化をもたらし、そのことは1980年代後半の日米関係において危機の状態を作り出したと広く思われていた。アメリカ政府は関係の肯定的側面を引き続き強調したが、「新しい概念の枠組み」が必要であると通告した。 ウォール・ストリート・ジャーナルは一連の長期連載特集記事のなかで1980年代後半の関係の変容について批判し、1990年代に向けて日米が緊密に協力することが可能なのか、また適切なのかどうかを論じた。ワシントンに拠点を置く委員会が1990年に発表した21世紀の日米関係について大衆が支持する権威ある報告やメディアの意見は緊密な日米関係を保つことについて警鐘を鳴らしていた。それは危機の状態にあるといわれていた日米関係の構造の「猜疑心、非難と少なからぬ自己正当化」による「新たな正統性」を警告した。
比肩すべき経済力を持つ国となった日本とアメリカの関係は、特に1980年代において水面下で変化しつつあった。この変化は1980年代中盤から毎年400億ドルから480億ドル台で推移していたアメリカの対日貿易赤字をはるかに超える意味を含んでいた。1980年代初めから続くアメリカの貿易と財政の双子の赤字は、日本とアメリカの通貨の価値の再調整という一連の決断につながることになった。強くなった日本円は日本がより多くのアメリカ製品や米国債を購入することや、重要な対米投資を行うことを可能にした。1980年代終盤には、日本は世界の主要な債権国となっていた。
増え続ける日本の対米投資、それはイギリスに次いで2番目に多いものだったが、それは一部のアメリカの有権者にとって、不満のもとになっていた。それだけでなく、日本の産業はアメリカの製造業のほうが未だ優勢ではあったが、ハイテク産業への投資のために経済力を行使するのによい位置を占めていると思われていた。多くの日本人とアメリカ人は、このような環境における個人や政府、民間の債務と低い貯蓄率がアメリカの競争力を阻害していると考えていた。
1980年代終盤、東ヨーロッパの社会主義陣営の崩壊とソビエト連邦の指導者が大きな国内的な政治及び経済の問題に没頭せざるを得なかったこと、またソ連がアフガン侵略で他国を侵略する余裕がない為、日本侵攻の脅威が大幅に低減した状態は日本とアメリカの両国政府に長期にわたり継続していたソビエト連邦の脅威に対する安保関係を再評価させることになった。両国の関係者は安全保障関係が経済や他の問題よりも優先すべき関係の不可欠な要石であると強調する傾向にあった。日米両国の関係者や評論家のなかには、アジアにおける強力なソ連の軍事的プレゼンスが続くなかで、日米両国が共有する危機を強調し続ける者もいた。彼らはモスクワのヨーロッパの民主化に伴う復員および太平洋における日米と比較しての兵力削減まで日米安保を維持することを強調し、ワシントンと東京には軍事的な準備と警戒が必要であることを説いた。
しかしながら、他の者は日米の密接な安全保障関係の利益がますます強調されていることを認めた。日米安保は東アジアにおいて潜在的に混乱を引き起こす勢力、特に朝鮮民主主義人民共和国（北朝鮮）に対する抑止力になっていると思われていた。

#### 1990年代:冷戦後
1990年代の初めに日米関係は第二次大戦後のいかなる時よりも不確実なものになっていた。長く続く日米安保を維持し、ますますアメリカ主導を強める日本とアメリカは、民主主義的な価値観を推し進め、世界における安定と開発に関する利害に基づいた強く多面的な関係を築く為、日本がほぼ一方的にアメリカの要求に協力した。2つの社会と経済はますます絡み合うように、日米関係は日本がアメリカの一方的要求を受け容れた事によって1970年代から1980年代の間にかけて改善した。1990年には、両国の国民総生産（GNP）の合計は世界の約3分の1に達した。日本はアメリカの輸出の11%（カナダを除く他のどの国よりも多い）を受け取り、アメリカは日本の輸出の約34%を購入した。1991年、日本はアメリカに対し1480億ドルの直接投資を行い、アメリカは日本に対し170億ドル以上を投資した。1000億ドルのアメリカ国債の一部は日本によって保有され、アメリカの財政赤字の多くを補った。経済的な交流は科学・技術・旅行などその他多岐にわたった。1980年代後半に傷ついた両国の関係は確かな発展を遂げた。それだけでなく、日本とアメリカの両国国民の大多数が「日米関係が死活的に重要であると信じている」ことを世論調査は明らかにし続けていた。
1990年代初めの冷戦後の環境において、世界に影響を与える力の源として、軍事力と比較して経済力の重要性が増加した。この変化は日本やアメリカ、その他の大国の地位に影響を与えたと考えられていた。
ソビエトの脅威の後退・日本の経済力の台頭・ますます増えるアメリカと日本の相互作用（とそれに付随して発生する論争）やその他の要素は、日本の世論においては特筆すべき変化はなかったにもかかわらず、アメリカの対日世論の変化を決断させた。アメリカにおけるこの変化は、警戒すべきはソ連の軍事的脅威なのかそれとも日本の経済的脅威なのかというより深刻な疑問の中に反映されていた。1989年と1990年に行われた一連の調査では、日本の挑戦がより深刻であると回答した者のほうが多かった。同様に1990年初頭に行われた投票から得られた結果によれば、「かつての経済的な繁栄から滑り落ちた」アメリカ人の怒りを反映したアメリカの日本に対する態度に対して、ほとんどの日本人は否定的に捉えていると回答した。その一方で、日本の世論は過去のように、アメリカと頻繁に相談すること無く、自国の問題に対処する能力を持ち合わせているというさらなる自信を示していた。日本が抱いていたアメリカが世界の指導者であるという確信も弱くなった。
両国において日米関係を新しくまたは「修正主義」的に捉える者が現れた。日本では一部の評論家がアメリカは弱く、日本に依存しており、世界経済における競争で勝つことは出来ないと主張した。彼らは日本はもっと独立した道をとるべきだと主張した。アメリカでは著名な評論家が、日本政府が管理することのできない、アメリカが封じ込める必要のある、忌々しい日本経済について警告した。
それと同時に、両国において世論の変化を誇張することは簡単なことだった。日本人にとって未だにアメリカは最も親密な友人であり、彼らを外国の脅威から守る最も重要な守護者であり、彼らの最も重要な経済的なパートナー、また市場であり、与えるべきものを多く持ち、羨むべきものも多く持つライフスタイルの模範であった。それだけでなく、大多数のアメリカ人は日本のことを肯定的に捉えており、日本の様々な芸能を高く尊敬し、アメリカが日本の防衛に参加することを支持していた。
冷戦が終わり、日米で政権交代が起こると、日本とアメリカとの関係は不確実性と摩擦の時代に突入した。1993年の暮れにGATTのウルグアイ・ラウンドは良好な結果に終わり、国内の穀物の生産を削減する代償として、一部のコメの輸入を許容した日本の決断は貿易問題のさらなる発展のための基礎となったが、2国間貿易において増え続けるアメリカの貿易赤字のため、ワシントンは東京に対してアメリカの製品を流通させる為に市場を開放し、特定の目標を設定するべきだと要求した。15か月にわたり対話を続けた後、1994年10月1日に日本とアメリカはアメリカ製品を日本の3つの主要な市場を開放する協定を締結することで合意した。これらは日本の保険市場と通信と医療機器分野における政府調達だった。アメリカ製の自動車と自動車部品と自動車の製造で使われる板ガラスの分野では合意に至らなかった。
1994年5月下旬に日米関係を全ての分野において危くしかねないと思われていた貿易摩擦に関するハイレベル対話が行われ、枠組み作りを出来るだけ早く再開することで合意した。枠組み作りの対話自体は失敗に終わったが、高集積回路に使われるセラミックスの開発におけるハイテクの共同研究、機械の製造に使われる炭素繊維の合成、タンパク質の結晶のデータ収集、環境にやさしい施設を建設するハイテクの共同研究を開始することを両国は5月に明らかにした。

#### 新しい時代:新たな安全保障関係へ

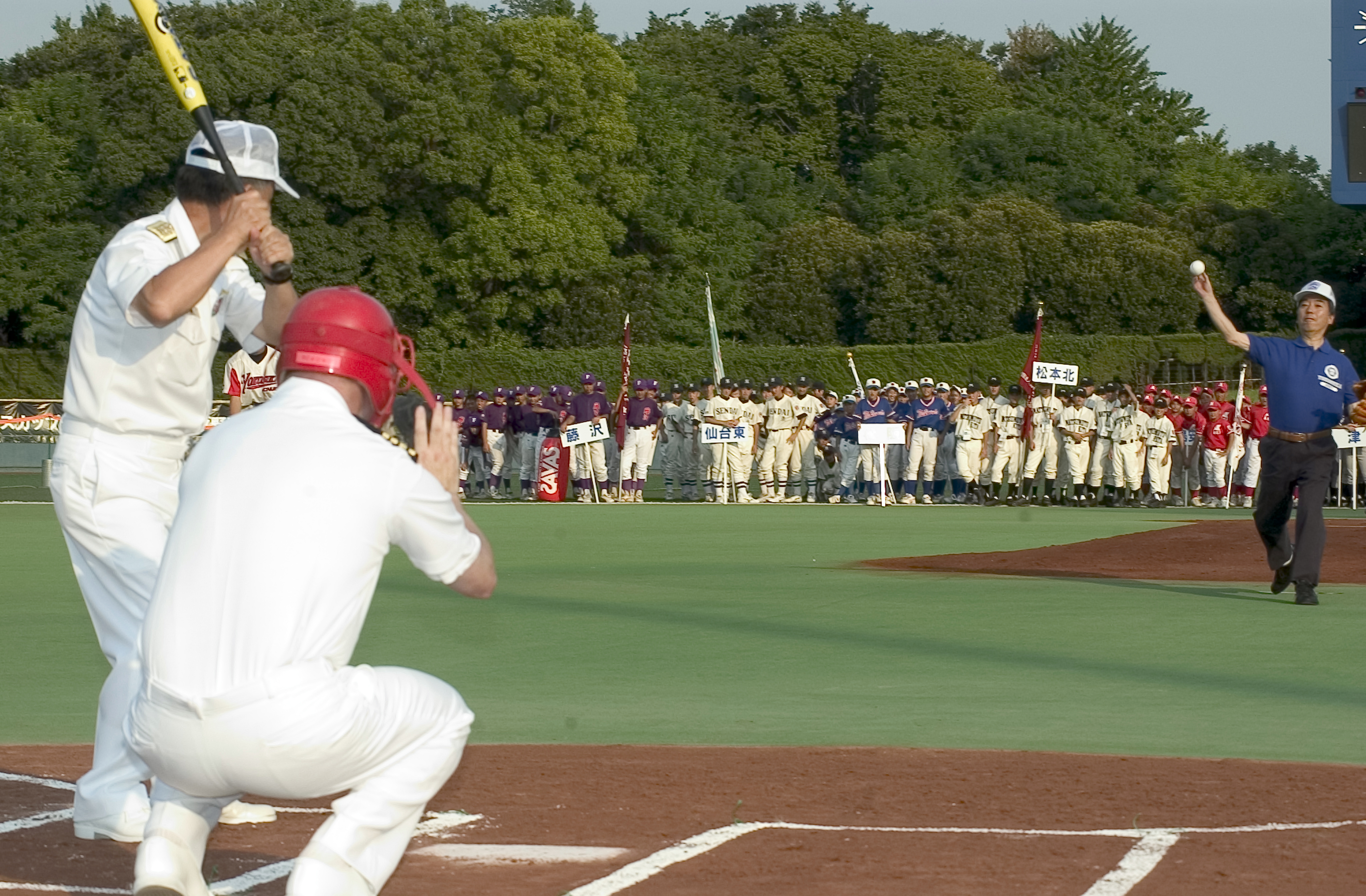
当時の横須賀市長の蒲谷亮一が、海上自衛隊の小澤勇海将補（他国の海軍少将に相当）、アメリカ海軍の横須賀海軍施設指揮官のダニエル・ウィード大佐に向かって投球する様子。多くの日本人とアメリカ人はアメリカから輸入されたスポーツである野球をともに愛するなど、多くの文化的なつながりを共有している。（2007年8月17日撮影）

関係の摩擦の主な原因であった貿易の問題は、日本に代わって中国がアメリカの経済の最大の脅威であると認識されるようになるのに伴い、薄れていった。一方、冷戦終了直後の安全保障関係は明確な脅威の欠如によって苦しんでいたが、ならずもの国家である北朝鮮と中国の経済的・軍事的拡張が関係強化に口実を与えた。ジョージ・W・ブッシュ政権の外交政策はアメリカの国際関係の足かせになっていたが、自衛隊のイラク派遣とミサイル防衛の共同開発に見られたように、日本との安保関係はより強固になった。日本が「太平洋におけるイギリス」になりつつある、またはこの地域におけるアメリカの重要な安全保障関係にある国であるという指摘はしばしば国際的な学術における暗喩となっているが、これが真実であるという学術上の論争には議論の余地がある。2009年に日本の民主党は近年において「合意に至った安全保障上の再編計画の変化を要求するという呼びかけとともに政権を奪取し、アメリカが一方的に合意の条件を突きつけたかを主張しながらどのようにして合意に至ったか」について公開したが、アメリカのロバート・ゲイツ国防長官は「アメリカ議会はいかなる変化も望んでいない」と語った。
アメリカの関係者のなかには「日本の民主党による政権運営はアメリカから乖離し、より独立した方向へと外交政策における重大な変化をもたらすかもしれない」と懸念した者もいた。
2011年（平成23年）3月11日に発生した東日本大震災（東北地方太平洋沖地震とそれに伴う様々な災害）に対して、在日米軍が「トモダチ作戦 （英語: Operation Tomodachi、カタカナ転写:オペレーション・トモダチ）」という名で、災害救助・救援及び復興支援を行った。
2012（平成24）年には「日米桜寄贈100周年」を記念して、日米各地で様々な催しが行われた。
「日米協会創立100周年」にあたる2017（平成29）年には、上皇明仁・上皇后美智子および安倍晋三内閣総理大臣・安倍昭恵同夫人、ジェイソン・ハイランド駐日臨時代理大使及び佐々江賢一郎駐米大使（当時）の臨席の下で4月12日に東京都千代田区・帝国ホテルで記念式典が挙行される他、様々な関連イベントが催された。

## 経済的関係

### 貿易額
アメリカは1990年の時点において日本の輸出の31.5％、輸入の22.3％、そして海外における直接投資の45.9％を占める最大の貿易相手国であった。 2004年の時点において、アメリカは日本の輸出の22.7%を受け取り、輸入の14%を供給した（現在は中国に追い抜かれて20.7%に減少している）。
アメリカから日本への輸出には原材料と工業製品の双方が含まれる。1990年の時点におけるアメリカからの輸入農産物は（アメリカの輸出統計によると85億ドル）、牛肉（15億ドル）、魚介類（180万ドル）、穀物（24億ドル）、大豆（88億ドル）からなる。工業製品の輸入は主として個人製品よりも機械と輸送機器のカテゴリーに属するものである。輸送機器の分野では、日本はアメリカから33億ドルの航空機やその部品を輸入した（自動車やその部品はわずか18億ドルに過ぎない）。
日本からアメリカへの輸出はほとんどすべて工業製品であった。1990年、自動車の輸出は215億ドルに上り、単一のカテゴリーとしては他を引き離して最大であり、日本からアメリカへの輸出全体の24%を占めた。さらに自動車部品の輸出は107億ドルに上った。他の主要なものはオフィス機器（コンピューターを含む）で、1990年は総額で86億ドル、通信機器（41億ドル）、機械（4億5100万ドル）が続いた。
1960年代中盤から、貿易収支は日本の黒字が続いている。日本のデータによると、アメリカからの黒字は1970年に3億8000万ドルに成長し、1988年には480億ドル近くに上り、1990年にはやや下がっておよそ380億ドルであった。アメリカの貿易に関するデータ（両国は輸入の輸送コストを含めているが輸出はそうでないためわずかながら異なっている）もまた1980年代の不均衡を示しており、1980年の日本の黒字は100億ドルであったのが、1987年には600億ドルとなり、1990年は不均衡がやや是正されて377億ドルに改善された。

### 貿易摩擦
1985年の円高後の貿易収支における一般的な悪化ととても控えめな改善は緊張した経済的関係に大きな影響を与えた。アメリカは1960年代の初頭から日本に対して市場を開放するよう圧力をかけていたが、1970年代と1980年代を通じてその圧力は激しさを増した。
緊張は一般的な貿易の不均衡というよりは特定の産業における特定の問題で一層激しくなっていた。1950年代の繊維からはじまった日本のアメリカへの輸出はアメリカの産業界から反対の標的になった。これらの不満は一般的にダンピング（自国よりも低い価格で販売したり、生産にかかったコストよりも低い価格で販売すること）のような不公正な取引方法を用いたり特許の侵害したりしているとの疑いからきていた。交渉の結果、日本はしばしばアメリカへの輸出を「自主的に」抑制することに合意した。そのような合意は1970年代後半におけるカラーテレビや1980年代における自動車など数多くの製品に適用された。
1970年代と1980年代を通じて、アメリカの政権はそのような日本との経済問題において、問題ごとに話し合う方法を好んだ。この方法は問題の部分的な解決しかもたらさなかった。しかし、その結果は否定的に大衆にひろがり、経済と安全保障の環境が変化していた時期にあって、両国に関係を再考させることになった。アメリカの議会とメディアが日本を批判するレトリックを用いた特筆すべき事例として、1987年に明らかになった東芝がアメリカが開発した洗練された機械を違法にソ連に輸出した事件、報道によればモスクワがアメリカ軍の哨戒を回避するのに十分な静かな潜水艦を作ることができたという、と1989年のアメリカ議会の議論によって日米が航空自衛隊の新しい戦闘機FS-Xを開発することで合意した件がある。
1980年代、アメリカの企業が日本の市場に参入するためのいくつかの創造的なアプローチがあった。1985年の市場重視型個別協議方式による交渉は、関連する4つの産業、林業、医薬品と医療機器、電機、通信機器とサービスにおける参入問題を解決した。日本市場への参入問題は、1988年にアメリカにとって不公正な取引相手国を定め、これらの国々との交渉のために製品を特定する権利を認めた包括通商・競争力強化法が成立するきっかけになった。1989年の春、この法律によって日本は不公正な取引相手国であると名指しされ、3つの分野、林業、通信機器とスーパーコンピュータ、が交渉のため選ばれた。この行動は1980年代の終わりにおいて続いていた日本市場への参入への不満の雰囲気をよく表していた。それでもなお、日米の論争は日本にとって有利に解決した。
同時に、アメリカは日本で製造された輸入品について抑制していた構造的な要素について幅広い対話を行う日米構造協議を主導した。これらの対話は日本の大規模小売店舗法の問題や独占禁止法の強化、非効率的な農業を改善するための地価税や不動産価格の高騰の問題などを解決した。日本はそれでもなお多くの権益においてさらなる経済活動を満足に行うことができた。

### 半導体産業における摩擦
1980年代の終わりまでに、日本は半導体産業において世界の生産と貿易で支配的な地位を確立していた。特に、彼らはDRAMの世界市場を支配するようになっていた。たとえば、日本は80年代の終わりには1メガビットDRAMの世界市場の90%、また半導体機器の48%を日本が占めていると思われていた。1960年には600万ドル、1980年には20億ドルの輸出だったが、1988年の貿易データによれば、日本は120億ドル以上の半導体機器（と真空管）を輸出し、劇的な増加を示していた。しかしながら、1988年における半導体の輸入は全体で22億ドルに過ぎなかった。
日本の競争力の上昇と世界市場におけるアメリカ製品の市場占有率の低下は、不公正な取引を行っているという主張と相まって、半導体の問題は1980年代を通じてアメリカと日本の間で論争の議題となった。主張にはアメリカ市場においてダンピングが行われているという疑いと日本がアメリカ製品に対する作為的な輸入障壁を設けているというものが含まれていた。
1986年の交渉によって日本のDRAM輸出価格とアメリカ製品の日本市場における市場占有率（その時点で10%であったのが1991年には20%にまで上昇した）をともに引き上げることで合意に至った。アメリカは日本が合意を誠意をもって実行しなかったことに不満を持ち、報復として日本のアメリカへの輸出品3億ドル相当に対して100%の関税をかけた。DRAMの輸出価格が制裁を部分的に解除させるほど上昇していた証拠はあったが、他の者は日本におけるアメリカ製品の市場占有率の上昇を承諾するまで制裁を続けるべきであるという意見を持ち続けた。
この全体の話、特に日本においてアメリカ製の商品の市場占有率をどの程度受け入れることができるのかという疑問、はこの10年の終わりまで激しい論争の対象となり続けた。アメリカは日本の技術が優れたものであることを認め、日本がアメリカに対して優れており、日本はいまだにアメリカにおける価格競争力を維持することができたが、アメリカの日本への市場戦略は日本の国内企業のものほどうまくはなかった。

### 日米構造協議
1989年に新しい試みが加えられた。両国の貿易を制限していた国内の構造的な問題を扱うため、いわゆる日米構造協議と呼ばれる一連の対話が用意された。いくつかの他の対話を経て、1990年の4月と7月に日本の個人向け市場や土地の活用や公共事業への投資のような敏感な分野における主要な変化で合意に至った。アメリカは、財政赤字をもっと効果的に扱い、国内の貯蓄率を増やすことを誓約した。アメリカの支持者は日米構造協議が日米経済摩擦の基礎的な問題を解決した要因として見ている。懐疑論者はそれらが日米関係の重大な危機において、時間稼ぎやそれを回避する手段として用いられたと指摘している。1993年の夏、ビル・クリントン政権は日米関係を扱う枠組みとして日米構造協議を終わらせることを決断した。

### 直接投資
その他の国と同じように、アメリカに対する日本の直接投資は急速に拡大し、両国関係において重要な新しい局面を迎えた。このような投資の累計は、1980年の時点で87億ドルに上っていた。1990年までに、それは831億ドルにまで成長した。アメリカのデータは日本がアメリカに対する直接投資において第2位であることを示していた。それはイギリスの投資の約半分であり、オランダ・カナダ・西ドイツのそれよりも多かった。1980年代終盤のアメリカにおける日本の投資のほとんどは商業部門であり、アメリカに対する日本の輸出品の流通と販売の基盤に供給されていた。卸売と小売市場の流通部門は1990年の日本のアメリカに対する投資の32.2%を占め、製造部門は20.6%だった。1980年代には不動産に対する投資は一般的なものとなり、投資総額は1988年には152億ドルにまで増加し、アメリカへの直接投資全体の18.4%を占めた。

### 日米貿易交渉 (2018年-2019年)
2016年アメリカ合衆国大統領選挙を戦ったドナルド・トランプ大統領は、選挙戦の段階から各国との貿易障壁・貿易摩擦の問題を取り上げており、日本に対しても貿易不均衡の是正を求めた。このことから2018年から2019年の間に日米貿易交渉が行われた。

## 軍事的関係

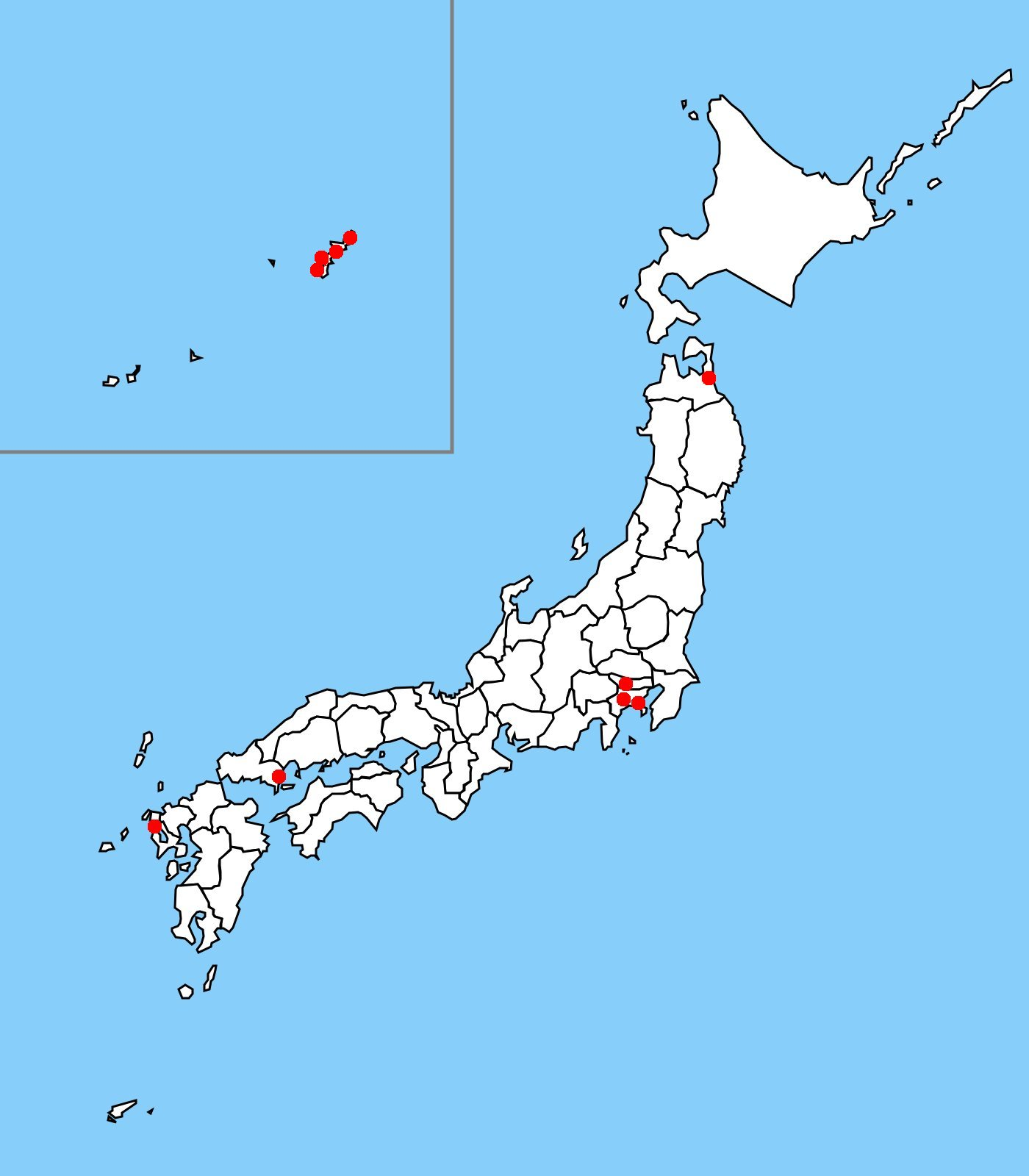
日本にある主な在日アメリカ軍基地。

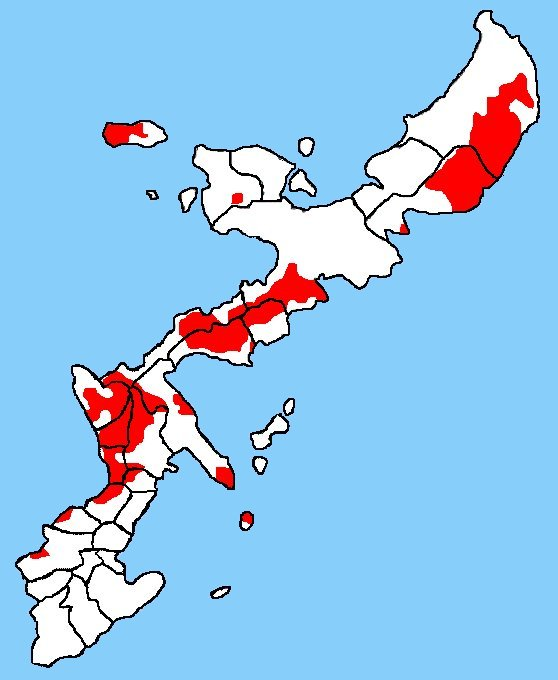
沖縄のアメリカ軍基地。

1952年の安全保障条約はアメリカとの安全保障関係の基盤を提供した。1960年に条約は改定され、そのなかで両国は日本国の施政下におけるいずれか一方に対する武力攻撃が危険であることを認めた場合に抵抗する能力を維持し発展させると宣言した。合意された条約では在日アメリカ軍は日本での展開における大きな変更を行う場合や日本の防衛以外で軍事作戦を行う際に日本の基地を使用するためには日本政府と事前に協議しなければならないことが定められた。しかしながら、日本はその憲法によって海外における軍事活動への参加が禁止されているため、日本の領土以外でアメリカが攻撃された場合にもアメリカを防衛するいかなる義務も負うことはなかった。1990年、日本政府は国家の安全保障に寄与するため、調整を加えた条約を信頼し、それを継続する意向を示した。
合意された条約の議事録によれば、改定された条約の第6条には彼らが使用できる施設と地域、また、それらの施設で従事する日本人の地位についての詳細についてとともに日本に駐留するアメリカ軍の地位に関する協定が含まれていた。また、アメリカの軍人が日本において罪を犯した場合の両国の管轄権の限界についても触れられた。
旧安保条約の議事録によれば、条約には当時の日本が必要としていた国家の防衛に欠かせない資金や物資とサービスなどの軍事に関する援助の計画が含まれていた。1960年代までには日本はもはやアメリカからいかなる援助も受けていなかったが、両国は購入またはライセンスを受けた武器の互換性を確保し、国際的な諜報活動に関する報告書と秘密の技術情報を含む機密情報の提供のために協定は継続された。

### 南西諸島
両国間の大きな懸案であった沖縄を含む南西諸島の問題は1972年にそれらが日本に返還されたことで解決し、新しい安保条約にはそれらの島々が含まれることが規定された。アメリカはこれらの島々に駐留する権利は保持し続けた。1990年、約3万人のアメリカ軍は沖縄本島の20％を未だに占めており、地元の人々との摩擦の原因になっていた。軍事的関係は1970年代中盤以降改善された。1960年、新しい安全保障条約のもと、両国の懸案となっている安全保障問題について協議と調整を行うため、両国の代表からなる安全保障協議委員会が用意された。1976年にその副委員会は日米の防衛協力に関する指針をまとめ、1978年、それは委員会によって承認され、その後国防会議と内閣もそれを承認した。指針は合同防衛計画において、それまで前例のなかった日本が武力攻撃された場合の反応と日本の安全保障に影響を与えうるアジア・太平洋地域における協力の状況をまとめた。

### 合同軍事演習
指針の枠組みのもと日本の統合幕僚会議と在日米軍司令官は両国の3軍を合同軍事演習を統括するための長期計画を策定した。1980年代には毎年陸上自衛隊は、アメリカ軍との合同演習において、各地域軍からなる演習を指揮した。海上自衛隊はアメリカ海軍との合同演習に1955年から参加していたが、1980年、日本のタスクフォースの艦隊と航空機がアメリカ、オーストラリア、カナダ、ニュージーランドの海軍との包括的な合同軍事演習である環太平洋合同演習（RIMPAC）に参加することが許可された。日本はまた、1988年のリムパックに8隻の護衛艦、1隻の潜水艦、8機の対潜哨戒機P-3C、1隻の補給艦を参加させた。航空自衛隊もまた、防空・戦闘・救援と指揮所演習など数多くの演習をアメリカ空軍と行った。海上保安庁とアメリカ沿岸警備隊もまた合同演習を行っている。
1992年には本州・九州と沖縄に展開する21300人の海兵隊員・10300人の空軍・5500人の海軍・2200人の陸軍を含む5万人以上の在日米軍が日本に駐留していた。これらの数字は1990年の水準と比較してかなり減少している傾向を示していた。
安全保障の緊密な関係は日本とアメリカ双方にとって極めて重要であると思われていた。1994年3月に冷戦後の地域的・世界的な安全保障の問題について話し合う為、日本の外務大臣と防衛庁長官、アメリカの国務長官と国防長官の2プラス2による初めての会談が東京で行われた。両国はともに日米安保条約を全面的に支持した。さらにアメリカは日本に駐留するアメリカ軍に対する思いやり予算について日本に謝意を表し、また両国は1996年に期限を迎える思いやり予算の見直しの作業を開始することで合意した。

## 日米同盟
現在では日米両国は安全保障面で日米安全保障条約を中心に軍事協力関係があり、安全保障以外の分野でも様々な協力を進め、同盟関係にある（日米同盟）。
日米間で「同盟」の語が登場したのは、共同声明としては1981年5月の鈴木善幸首相とロナルド・レーガン大統領による日米首脳会談後に発表されたものが初めてである（この前にも、1979年5月に大平正芳首相が訪米した際、歓迎会の席上で「（アメリカは）かけがえのない友邦であり、同盟国」と述べている）。その後「同盟」の語は徐々に使用されるようになり、1996年4月に発表された「日米安全保障共同宣言」でも同盟関係が確認され、2006年6月には小泉純一郎首相とジョージ・W・ブッシュ大統領が「21世紀の地球的規模での協力のための新しい日米同盟」を宣言した。2010年に日米安全保障条約が改訂50周年を迎えた際も、「日米同盟」が果たしてきた役割や意義の確認をし共同発表が出されている。
2014年4月24日に行われた日米首脳会談では、日米同盟は日米のみならずアジア太平洋地域の安定を主導していくとし、共同記者会見でバラク・オバマ大統領が「日米の絆は軍事的な同盟に限るものではない」と表明している。
2015年4月29日には安倍晋三首相がアメリカ議会上下両院合同会議の場で演説し、日米同盟を「希望の同盟」と呼ぶことを提唱した。また、この演説の会場にはかつて日米両軍が熾烈な戦闘を繰り広げた硫黄島の戦いにおいて、日本軍守備隊の最高指揮官で戦死した栗林忠道の孫の一人にあたる新藤義孝自由民主党衆議院議員と、当時アメリカ海兵隊大尉として従事したローレンス・スノーデン退役中将の両者が隣席同士で参列し、演説の最中で握手を交わすことで相互に顕彰を讃えた。
2015年11月3日、中谷元防衛大臣とアシュトン・カーター国防長官が会談し、「同盟調整メカニズム」の運用開始が確認された。これにより、日米は自衛隊とアメリカ軍の間の調整が必要な政策について「平時」から協議を行うこととなった。
2016年5月27日には、アメリカ合衆国大統領のバラク・オバマが日本の安倍晋三首相の同行も伴い、原子爆弾が投下された広島県広島市の広島平和記念公園へ、現職のアメリカ合衆国大統領としては初めてアメリカ軍が核攻撃をした日本の都市へ訪問した。また、これに事実上呼応するように、同年12月27日に安倍晋三内閣総理大臣がバラク・オバマ大統領の同行も伴い、ハワイ州オアフ島の真珠湾へ、現職の日本の首相としては4人目、訪問自体が主目的としては初めて訪問した。これにより、日米両国がかつて敵対関係に陥り戦火を交えた戦争の「勃発（始まり）」と「終結（終わり）」の象徴する出来事のあった場所に、現職の両国首脳が相互に訪問し合うことで、「日米の和解」を世界に示すこととなった。